# Alfred Brandt (Ingenieur)
Alfred Brandt (* 3. September 1846 in Hamburg; † 29. November 1899 in Brig) war ein deutscher Maschinenbau-Ingenieur und der Erfinder der hydraulischen Drehbohrmaschine. Er plante den Simplontunnel und leitete dessen Bau ab 1898.

## Leben
Alfred Brandt entstammte einer Hamburger Reeder- und Kaufmannsfamilie. Nach dem Schulabschluss nahm er in Grimma eine Maschinenbau-Ausbildung auf. Anschließend absolvierte Brand ein Studium am Polytechnikum Zürich. Während seiner Studienzeit begann er mit der Entwicklung einer neuartigen Drehbohrmaschine mit Druckwasserantrieb, die die seinerzeit im Berg- und Tunnelbau verwendeten pressluftbetriebenen Stoßbohrmaschinen ersetzen sollte.
Brandt stellte auf der Wiener Weltausstellung 1873 erstmals eine auf diesem Prinzip konstruierte Maschine vor, die von der Fachwelt anfangs noch belächelt wurde. Doch nach weiterer Vervollkommnung und der Patentierung 1877 als Brandtsche Gesteinsbohrmaschine (Deutsches Reichspatent Nr. 1355) erlangte er schnell Anerkennung von Fachleuten der Zeit, zum Beispiel Franz von Rziha (1831–1897). Er gründete mit seinem früheren Studienfreund Karl Brandau in Hamburg-Uhlenhorst das gemeinsame Ingenieurbüro Brandt & Brandau. Brandt gelang es schließlich, das Schweizer Maschinenbau-Unternehmen Gebrüder Sulzer für eine Produktion seiner Bohrmaschine zu gewinnen.

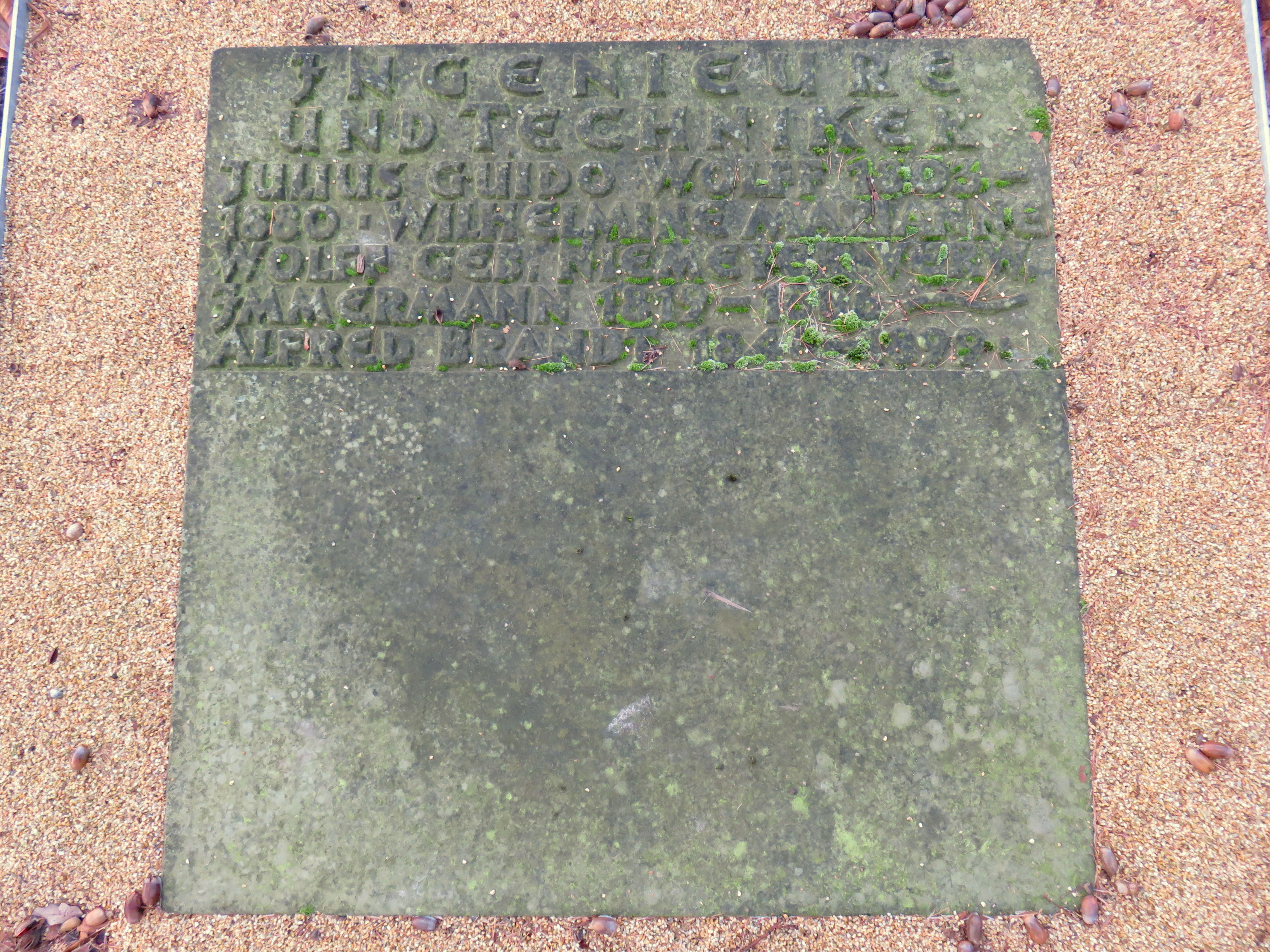
“Alfred Brandt”, Sammelgrab Ingenieure und Techniker,
Friedhof Ohlsdorf

Nachfolgend fand die Brandtsche Gesteinsbohrmaschine bei Tunnelbauten der Schlesischen Gebirgsbahn, beim Pfaffensprungtunnel der Gotthardbahn, im Sonnstein-Brandleite-Arlbergtunnel der Salzkammergutbahn, Roncotunnel (Italien), Surramtunnel (Kaukasus) und Gravhalstunnel (Norwegen) Verwendung. Daneben hielt sie erfolgreich im Bergbau in Rheinland, Sachsen und Spanien Einzug. Brandtsche Maschinen standen unter anderem beim königlich sächsischen Steinkohlenwerk Zauckerode und den Erzbergwerken in Freiberg in Betrieb.
1886 erhielt das Ingenieurbüro Brandt & Brandau im Konsortium mit dem Zürcher Bauunternehmen Locher den Zuschlag für den Bau des Simplontunnels. Es bewarb sich ebenfalls um die Realisierung des Gotthardtunnels. Brand verstarb ein Jahr nach dem Baubeginn des Simplontunnels. Seine letzte Ruhestätte befindet sich auf dem Friedhof Ohlsdorf in Hamburg-Ohlsdorf: dort wird auf der Sammelgrabplatte Ingenieure und Techniker des Althamburgischen Gedächtnisfriedhofs unter anderen an Alfred Brandt erinnert.
Eine Brandtsche Gesteinsbohrmaschine ist im Deutschen Museum in München ausgestellt.

## Leistungen
Neu an Brandts Bohrmaschine war, dass sie im Gegensatz zu den bisherigen pneumatischen Bohrmaschinen mit Wasserdruck angetrieben wurde. Anstelle einer Stoßbewegung des Bohrers erfolgte eine Drehbewegung. Die Spitze des Bohrers hatte eine hohle Kronenform. Unter konstantem Druck von ca. 50 Atmosphären wurde der drehende Bohrkopf mit ca. zehn Umdrehungen in der Minute gegen den Fels gedrückt und das Gestein damit abgeschliffen.